# Typhlodromus guangxiensis
Typhlodromus guangxiensis är en spindeldjursart som beskrevs av Wu, Lan och Zeng 1997. Typhlodromus guangxiensis ingår i släktet Typhlodromus och familjen Phytoseiidae. Inga underarter finns listade i Catalogue of Life.